# Камильський Дол
Ками́льський Дол (болг. Камилски дол) — село в Хасковській області Болгарії. Входить до складу общини Івайловград.

## Населення
За даними перепису населення 2011 року у селі проживали 65 осіб, з них 64 особи (98,5%) — болгари.
Розподіл населення за віком у 2011 році:
Динаміка населення: